# John Kitzhaber

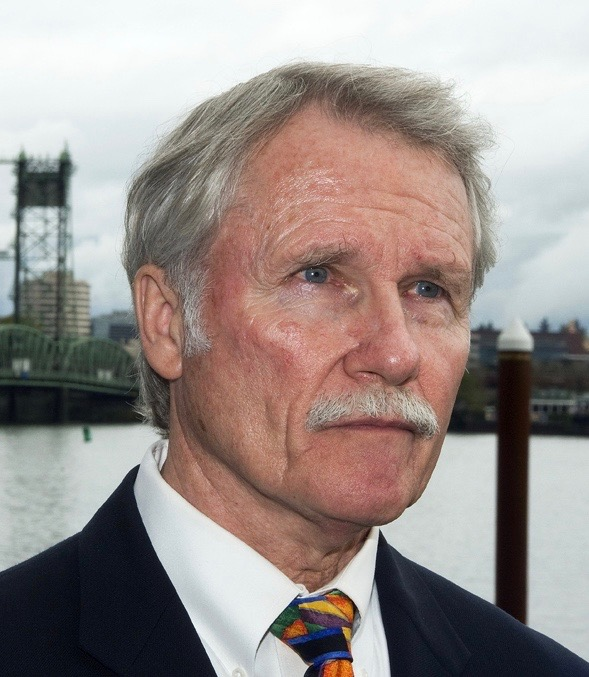
John Kitzhaber (2011)

John Albert Kitzhaber (* 5. März 1947 in Colfax, Whitman County, Washington) ist ein US-amerikanischer Politiker (Demokratische Partei). Von 1995 bis 2003 war er zwei Amtsperioden lang der 35. Gouverneur des Bundesstaates Oregon; diesen Posten übernahm er nach seinem Sieg bei der Gouverneurswahl 2010 ab dem 10. Januar 2011 erneut. Nachdem er im November 2014 wiedergewählt worden war, legte er sein Mandat unter dem Hintergrund von Korruptionsvorwürfe und staatsanwaltschaftlicher Ermittlungen gegen ihn und seine Lebensgefährtin am 18. Februar 2015 nieder. Seine Nachfolge trat Kate Brown an.

## Frühe Jahre und politischer Aufstieg
Kitzhaber hat deutsche Vorfahren und besuchte bis 1965 die South Eugene Highschool. Dann studierte er bis 1969 am Dartmouth College, bevor er an der Oregon Health & Science University ein Medizinstudium absolvierte. Nachdem er dieses erfolgreich abgeschlossen hatte, arbeitete er von 1973 bis 1986 als Arzt in der Notfallaufnahme in Roseburg (Oregon).
Zwischen 1979 und 1981 hatte er als Abgeordneter im Repräsentantenhaus von Oregon sein erstes politisches Mandat inne; danach saß er bis 1993 im Staatssenat, dessen Präsident er seit 1985 war. Dort entwarf er ein neues Krankenversicherungskonzept für Oregon (Oregon Health Plan). Dafür wurde er im Jahr 1992 von der American Medical Association ausgezeichnet. Seit 1989 war Kitzhaber auch Professor an der Oregon Health & Science University. Im Jahr 1994 wurde er zum neuen Gouverneur seines Staates gewählt.

## Gouverneur von Oregon
John Kitzhaber trat sein neues Amt am 9. Januar 1995 an. Nach einer Wiederwahl im Jahr 1998 konnte er bis Januar 2003 im Amt bleiben. Als Gouverneur erweiterte er das neue Krankenversicherungssystem noch. Damals sank die Rate der nicht versicherten Kinder von 21 Prozent auf 8 Prozent. Er arbeitete am Abbau der Bürokratie in der Verwaltung, und es gelang ihm, fast 20.000 neue Arbeitsplätze zu schaffen. Er setzte sich auch für die Umwelt und den Erhalt bedrohter Lachsarten in den Gewässern Oregons ein. Auf dem Gebiet der Bildungspolitik wurde der so genannte „Education Act for the 21st Century“ verabschiedet, durch den das Bildungssystem des Landes an die Bedürfnisse des 21. Jahrhunderts angepasst werden soll.
Vor allem gegen Ende seiner zweiten Amtszeit hatte Kitzhaber Probleme mit der oppositionellen Republikanischen Partei, die die Mehrheit in der Oregon Legislative Assembly stellte. Viele Gesetzesentwürfe des Staatsparlaments wurde vom Gouverneur mit einem Veto belegt. Das Verhältnis zwischen dem Gouverneur und den führenden republikanischen Politikern war angespannt, woran beide Seiten ihren Anteil hatten. Unter diesen Verhältnissen litt auch die Popularität des Gouverneurs. In der Folge der Terroranschläge am 11. September 2001 kam es auch in Oregon zu einer wirtschaftlichen Depression. Die Folge war ein Anstieg der Arbeitslosigkeit. Auch der Haushalt geriet in Schieflage. Am Ende seiner Regierung war das Defizit auf den höchsten Stand seit der Weltwirtschaftskrise angewachsen.

## Weiterer Lebenslauf

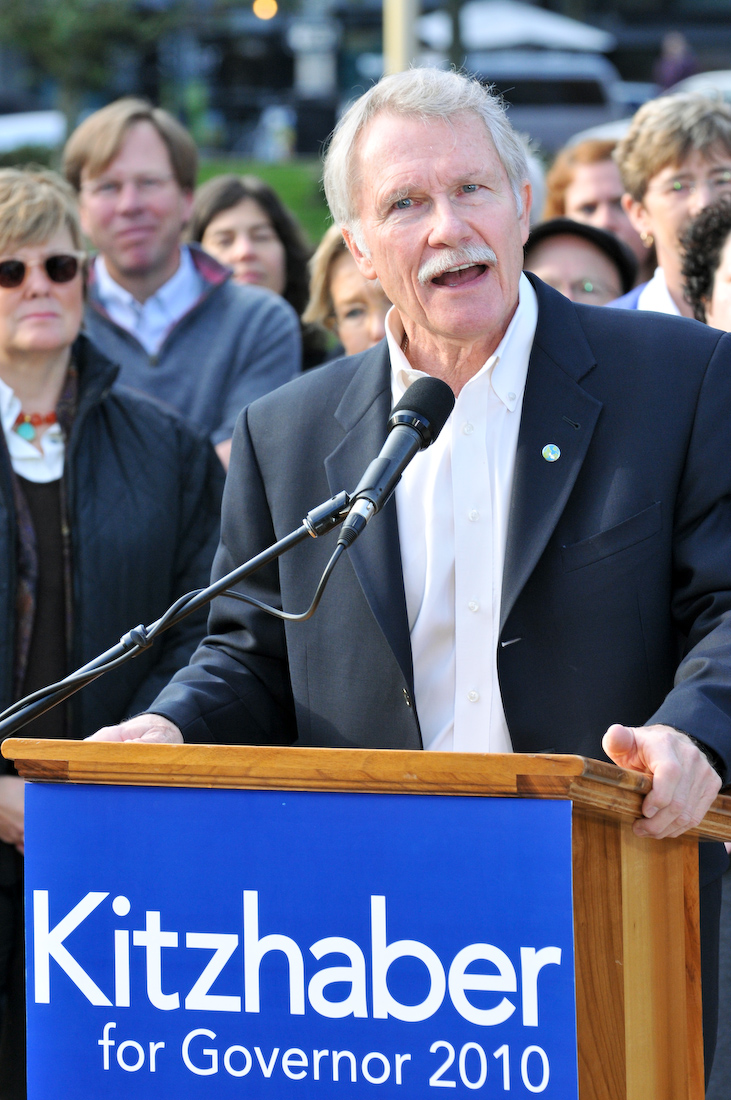
John Kitzhaber bei einem Wahlkampfauftritt 2010

Nach dem Ende seiner zweiten Amtszeit wurde Kitzhaber Leiter des Estes Institute, einer Weiterbildungseinrichtung für das medizinische Führungspersonal. Sowohl im Jahr 2002 als auch 2006 wurde er in das Gespräch für eine Kandidatur für den Kongress gebracht, die er aber ablehnte. Kitzhaber ist heute auch einer der Direktoren der Oregon Health & Science University. Er ist geschieden und hat ein Kind.

## Erneut Gouverneur von Oregon
Am 2. September 2009 kündigte Kitzhaber an, sich als Nachfolger von Ted Kulongoski ein drittes Mal um den Gouverneursposten für die anstehende Wahl 2010 zu bewerben. Am 18. Mai 2010 gewann er die Primary seiner Partei; bei den Wahlen im November desselben Jahres setzte er sich mit knapper Mehrheit gegen den Republikaner Chris Dudley durch. Somit absolviert er seit dem 10. Januar 2011 als erster Gouverneur des Staates eine dritte Amtszeit. Auch die Gouverneurswahl am 4. November 2014 konnte Kitzhaber erneut für sich entscheiden. Mit 49,8 Prozent der Stimmen besiegte er seinen republikanischen Herausforderer Dennis Richardson, für den sich rund 44,7 Prozent der Wähler aussprachen. Am 12. Januar 2015 wurde er für eine weitere Amtszeit als Regierungschef vereidigt.
Am 5. Februar 2015 forderte die Zeitung The Oregonian Kitzhabers Rücktritt vom Gouverneursamt. Dies war insofern bemerkenswert, da die Redaktion des Blattes noch im November 2014, wie schon 2010, eine Wahlempfehlung für den Gouverneur herausgegeben hatte. Hintergrund war die Aufnahme von staatsanwaltlichen Ermittlungen gegen Kitzhaber sowie seine Lebensgefährtin Cylvia Hayes. Gegen Hayes waren zuvor Vorwürfe laut geworden, ihre Beziehung zu Kitzhaber zum Zwecke der persönlichen Bereicherung genutzt zu haben. Unter anderem wurden Geschäftspartner seiner Lebensgefährtin in Regierungsposten berufen; Hayes unterstützte 2010 und 2014 Kitzhabers Wahlkämpfe mit größeren Geldsummen. Kitzhaber selbst wies Rücktrittsforderungen in einer tumultartigen Pressekonferenz zurück. Er versicherte, es würde zwischen den geschäftlichen Aktivitäten seiner Partnerin und der Regierungsarbeit eine strikte Trennung vollzogen; daher beabsichtige er auch nicht sein Amt niederzulegen, nachdem er erst drei Monate zuvor ein Mandat der Wähler erteilt bekommen hatte. Die Republikaner, die in der State Legislature in der Minderheit waren, schlossen sich den Rücktrittsforderungen an. Schon im Wahlkampf 2014 bezichtigte sein Herausforderer Dennis Richardson den Gouverneur der Korruption. Der politische Druck auf Kitzhaber wurde durch die Aufnahme von Ermittlungen durch den Staatsanwalt weiter erhöht. Zuletzt war auch sein Rückhalt bei den demokratischen Mitgliedern der Legislative geschwunden. Einige schlossen sich den Rücktrittsforderungen der oppositionellen Republikaner an. Am 13. Februar 2015 erklärte Kitzhaber dann schließlich, sein Mandat zum 18. Februar niederzulegen.
Da Oregon zu den fünf US-Bundesstaaten ohne einen Vizegouverneur gehört, trat die Staatsministerin Kate Brown seine Nachfolge an. Anders als in den meisten Bundesstaaten führte sie jedoch nicht für den Rest der Amtszeit die Geschäfte, sondern nur bis November 2016, als parallel zur Präsidentschaftswahl eine Sonderwahl stattfand, bei der Brown im Amt bestätigt wurde. Davon unberührt blieb jedoch die nächste ordentliche Gouverneurswahl, die im November 2018 stattfand.